# Aneta Stosik
Aneta Agnieszka Stosik (ur. 25 maja 1973 we Wrocławiu) – polska ekonomistka, prorektorka Akademii Wychowania Fizycznego im. Polskich Olimpijczyków we Wrocławiu.

## Życiorys
Aneta Stosik maturę zdała w I Liceum Ogólnokształcącym we Wrocławiu (1992). Następnie odbyła studia na kierunku menedżer sportu na Wydziale Wychowania Fizycznego Akademii Wychowania Fizycznego we Wrocławiu, uzyskując z wyróżnieniem tytuł magistra (1996). Kształciła się tamże także podyplomowo (1997–1999). W 2003 otrzymała na AWF we Wrocławiu stopień doktora nauk ekonomicznych w dyscyplinie nauki o zarządzaniu, specjalność zarządzanie zasobami ludzkimi, na podstawie napisanej pod kierunkiem Kazimierza Perechudy dysertacji Behawioralne determinanty sukcesu biznesmenów w organizacjach przedsiębiorczych. W 2021 uzyskała na Uniwersytecie Ekonomicznym we Wrocławiu stopień doktorki habilitowanej w dziedzinie nauk społecznych, dyscyplina nauki o zarządzaniu i jakości, przedstawiwszy osiągnięcie naukowe Współpraca w rywalizacji trenerów i instruktorów na rynku usług sportowo-rekreacyjnych.
W 1996 rozpoczęła pracę na AWF we Wrocławiu jako asystentka, od 2004 jako adiunktka, zaś od 2021 jako profesorka uczelni. Pełniła m.in. funkcje: prodziekanki ds. nauki Wydziału Nauk o Sporcie (2016–2020), ds. studenckich na Wydziale Wychowania Fizycznego i Sportu (2020–2024) oraz kierowniczki Zakładu Komunikacji i Zarządzania. Prorektorka do spraw rozwoju i współpracy z otoczeniem w kadencji 2024–2028.
Wykładała także w Polsko-Czeska Wyższej Szkoły Biznesu i Sportu „Collegium Glacense” w Nowej Rudzie (2004–2010), pełniąc funkcję dziekanki tamtejszego Wydziału Zarządzania (2007–2010). W latach 1997–2001 oraz 2007–2018 pracowała również jako menedżerka w sektorze prywatnym.
Jej zainteresowania naukowe obejmują takie zagadnienia jak: zachowania organizacyjne, zarządzanie zasobami ludzkimi, zarządzanie kapitałem intelektualnym.
Zdobywczyni tytułów w amatorskich turniejach tenisowych w Polsce. Instruktorka narciarstwa, żeglarstwa jachtowego  i pływania. Członkini Akademickiego Związku Sportowego.